# Alvinellidae
Alvinellidae ist der Name einer Familie kleiner, in Wohnröhren in der Tiefsee lebender Vielborster (Polychaeta), die an Hydrothermalquellen endemisch sind.

## Merkmale
Die Alvinellidae haben einen Körper mit zahlreichen, in ihrer Anzahl variierenden, kurzen Segmenten, der nicht in größere Abschnitte gegliedert ist. Das Prostomium ist reduziert und der Buccalapparat mit Tentakeln mit Wimpernrinne und einem Dorsalorgan ausgestattet, die beide in die buccale Höhle zurückgezogen werden können; ebenso gibt es ein ventrales Buccalorgan. An vier Paar Kiemenstielen sitzen in der Gattung Alvinella zwei Reihen von Lamellen, in der Gattung Paralvinella einfache unverzweigte Filamente. Das erste Paar Kiemen sitzt bei Adulten auf dem ersten, borstenlosen Segment. Die Parapodien sind meist verzweigt. An den Notopodien sitzen kapillarartige Borsten, an den Neuropodien eine einzelne Reihe einfacher kurzgeflügelter Haken. Die Parapodien am ersten oder den ersten beiden Segmenten sind modifiziert, indem statt der kapillarförmigen Borsten am Notopodium einige wenige große nadelförmige Haken sitzen.
Die Alvinellidae formen aus abgesondertem Schleim ihre aufrechten Wohnröhren, aus denen sie ihre stark durchbluteten und dadurch rot gefärbten federartigen Kiemen ausstrecken. Im Gegensatz zu den ebenfalls in Tiefsee-Hydrothermalquellen lebenden Siboglinidae besitzen die Alvinellidae einen Darmkanal.

## Lebensraum und Lebensweise
Die Alvinellidae leben als Endemiten an Tiefsee-Hydrothermalquellen und sind deshalb außerordentlich hitzetolerant. Alvinella pompejana gilt als die Art von Eukaryoten, welche die höchsten Temperaturen erträgt. Ihre Mitochondrien beginnen erst bei 50 bis 55 °C zu versagen. In Laboruntersuchungen bevorzugte Paralvinella sulfincola Temperaturen von 50 °C, begab sich aber für kurze Zeit auch in Bereiche mit 55 °C. Die Tiere ernähren sich durch eine Symbiose mit thermophilen, chemoautotrophen Bakterien. Diese wachsen in großer Zahl auf dem Rücken des Ringelwurms und schützen diesen vermutlich so vor Überhitzung. Untersuchungen des Darminhalts verschiedener Arten der Alvinellidae zeigen, dass die Tiere Mineralpartikel verschlucken, an denen Detritus wie auch Bakterien haften, darunter möglicherweise auch zahlreiche thermophile Bakterien. Während die Ringelwürmer die Bakterien und anderen organischen Bestandteile verdauen, scheiden sie die Mineralpartikel unverändert aus. Somit leben die Alvinellidae auch als Substratfresser.

## Gattungen und Arten
In der Familie Alvinellidae sind 11 Arten in 2 Gattungen bekannt:
- Alvinella Desbruyères & Laubier, 1980
  - Alvinella caudata Desbruyères & Laubier, 1986
  - Alvinella pompejana Desbruyères & Laubier, 1980
- Paralvinella Desbruyères & Laubier, 1982
  - Paralvinella bactericola Desbruyères & Laubier, 1991
  - Paralvinella dela Desbruyères & Laubier, 1988
  - Paralvinella fijiensis Desbruyères & Laubier, 1993
  - Paralvinella grasslei Desbruyères & Laubier, 1982
  - Paralvinella hessleri Desbruyères & Laubier, 1989
  - Paralvinella palmiformis Desbruyères & Laubier, 1986
  - Paralvinella pandorae Desbruyères & Laubier, 1986
  - Paralvinella sulfincola Desbruyères & Laubier, 1993
  - Paralvinella unidentata Desbruyères & Laubier, 1993